# Кипуя
Кипуя — деревня в Кисельнинском сельском поселении Волховского района Ленинградской области.

## История
Впервые упоминается в Писцовой книге Водской пятины 1500 года как деревня Кипуя в Фёдоровском Песоцком погосте Ладожского уезда.
Деревня Кипуя упоминается в переписи 1710 года в Фёдоровском Песоцком погосте Корельской половины Вотской пятины.
На карте Санкт-Петербургской губернии Ф. Ф. Шуберта 1834 года обозначена деревня Кипуя, состоящая из 26 крестьянских дворов.

КИПУЯ — деревня принадлежит коллежской асессорше Амуновой, действительной статской советнице Лубьяновичевой, титулярной советнице Тихановой, канцеляристу Унковскому и подполковнице Сарычевой, число жителей по ревизии: 85 м. п., 87 ж. п. (1838 год)

На карте профессора С. С. Куторги 1852 года отмечена деревня Кипуя из 26 дворов.

КИПУЯ — село разных владельцев, по просёлочной дороге, число дворов — 43, число душ — 100 м. п. (1856 год)

КИПУЯ — деревня владельческая при колодцах, число дворов — 40, число жителей: 96 м. п., 108 ж. п.; Часовня православная. (1862 год)

В 1869—1870 годах временнообязанные крестьяне деревни выкупили свои земельные наделы у А. А. Амукова и стали собственниками земли.
В 1871—1872 годах временнообязанные крестьяне выкупили свои земельные наделы у Ф. Ф. Нелидова.
В 1874 году крестьяне выкупили земельные наделы у Е. Ф. Нелидовой.
Сборник Центрального статистического комитета описывал её так:

КИПУЯ — деревня бывшая владельческая и государственная, дворов — 50, жителей — 238; Волостное правление, часовня, лавка. (1885 год)

Согласно материалам по статистике народного хозяйства Новоладожского уезда 1891 года, одно из имений при селении Кипуя площадью 77 десятин принадлежало местному крестьянину Г. Я. Ерёмину, имение было приобретено в 1885 году за 1805 рублей; второе имение, принадлежало купчихе М. Ф. Спировой, имение было приобретено до 1868 года.
Часовня, находящаяся в деревне, была освящена во имя Святого Николая Чудотворца.
В конце XIX века деревня административно относилась к Песоцкой волости 1-го стана Новоладожского уезда Санкт-Петербургской губернии, в начале XX века — 4-го стана.
По данным «Памятной книжки Санкт-Петербургской губернии» за 1905 год мыза Кипуя площадью 306 десятин, принадлежала наследникам новоладожской купчихи Марии Федотовны Спировой.

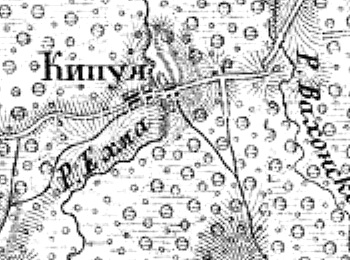
Деревня Кипуя на карте 1915 года

Согласно военно-топографической карте Петроградской и Новгородской губерний издания 1915 года через деревню Кипуя протекала река Ехма.
С 1917 по 1923 год деревня Кипуя входила в состав Чаплинского сельсовета Песоцкой волости Новоладожского уезда.
С 1923 года в составе Шумской волости Волховского уезда.
С 1926 года в составе Нурминского сельсовета Октябрьской волости. Согласно данным переписи населения СССР 1926 года в деревне Кипуя проживали 277 человек — все русские.
С 1927 года в составе Волховского района.
С 1928 года в составе Чаплинского сельсовета. В 1928 году население деревни Кипуя также составляло 277 человек.
С 1930 года в составе Кисельнинского сельсовета.
По данным 1933 года деревня Кипуя входила в состав Чаплинского сельсовета Волховского района.

План деревни Кипуя. 1941 год

Согласно топографической карте РККА 1941 года деревня насчитывала 37 дворов. На восточной окраине деревни находилась школа.
С 1954 года вновь в составе Чаплинского сельсовета.
В 1958 году население деревни Кипуя составляло 125 человек.
По данным 1966, 1973 и 1990 годов деревня Кипуя входила в состав Чаплинского сельсовета.
В 1997 году в деревне Кипуя Кисельнинской волости проживали 26 человек, в 2002 году — 27 человек (русские — 96 %).
В 2007 году в деревне Кипуя Кисельнинского СП — 23 человека.

## География
Деревня расположена в западной части района на автодороге 41К-381 (подъезд к дер. Кипуя), к северу от федеральной автодороги Р21 (E 105) «Кола» (Санкт-Петербург — Петрозаводск — Мурманск).
Расстояние до административного центра поселения — 10 км.
Расстояние до ближайшей железнодорожной станции Войбокало — 23 км.
Через деревню протекает река Речка (Эхма), левый приток реки Елены (Ладожки).

## Демография
| 1862 | 2007 | 2010 | 2017 |
| ---- | ---- | ---- | ---- |
| 204  | ↘23  | ↗26  | ↗34  |

### Национальный состав
Согласно данным Всероссийской переписи населения 2021 года в деревне проживали 20 человек, из них:
 русские — 18, другие национальности — 1 человек, один человек национальность не указал.